# Christopher Gillberg
Christopher Gillberg (ur. 19 kwietnia 1950) – szwedzki psychiatra związany z Uniwersytetem w Göteborgu (Gillberg Neuropsychiatry Centre), profesor psychiatrii dziecięcej i młodzieżowej, klinicysta i naukowiec zajmujący się problemami autyzmu, ADHD i pokrewnymi neurorozwojowymi zaburzeniami psychicznymi, autor lub współautor kilkudziesięciu książek i ponad 600 artykułów naukowych (jeden z autorów najczęściej cytowanych w pracach publikowanych w prestiżowych czasopismach), współzałożyciel i redaktor European Child & Adolescent Psychiatry.

## Miejsca pracy
Na stronie internetowej Gillberg Neuropsychiatry Centre wymieniono:
- Uniwersytet w Göteborgu – od połowy lat 80. prof. psychiatrii dziecięcej i młodzieżowej (od 2010 roku – kierownik Gillberg Neuropsychiatry Centre, oficjalnie otwartego przez królową Szwecji Sylwię Sommerlath w maju 2011 roku[3])
- Sahlgrenska University Hospital – lekarz naczelny
- New York University School of Medicine – Fulbright Visiting Professor (1993)
- Uniwersytet Londyński – Honorary Professor
- University College London (Institute of Child Health)
- Uniwersytet w Glasgow
- Uniwersytet Edynburski
- Instytut Pasteura
- Kochi University (Japan Environment and Children Study/JECS)
- Uniwersytety w Odense, Bergen, San Francisco – Visiting Professor (początkowo w Bergen Child Study[4])

Jest współpracownikiem redakcji European Child & Adolescent Psychiatry (Founding Editor)

## Obszar działalności naukowej i klinicznej

Ilustracja spektrum autystycznego (ASD)
– koncepcji „ciągłego widma” (L. Wingu8, C. Gillberg i wsp.) oraz potrzeby badań przesiewowych, ułatwiających organizację pomocy osobom z różnorodnymi niepełnosprawnościami (zob. orzecznictwo, system opieki zdrowotnej, pomoc społeczna, edukacja i in.)

Christopher Gillberg zajmuje się konsekwentnie diagnostyką, epidemiologią, etiologią, terapią oraz problemami organizacji opieki zdrowotnej w zakresie neuropsychiatrii dziecięcej i rozwojowej. Analizuje przypadki objęte Międzynarodową Klasyfikacją ICD-10 (F – zaburzenia psychiczne, G – choroby układu nerwowego) i nieuwzględnione w klasyfikacjach. Teoretyczną podstawą badań jest współczesna wiedza o mózgu, jego rozwoju i działaniu (m.in. biologia molekularna, neuronauka, genetyka).
W tak zakreślonym obszarze opieki zdrowotnej stosuje się wiele mało jednoznacznych określeń – duże trudności sprawia nawet zdefiniowanie normy i patologii, pojęć zdrowie i zaburzenia psychiczne lub deficyt intelektualny (zob. epidemiologia autyzmu). Szczególnie trudne są problemy współwystępowania różnych odchyleń od stanu uznawanego za normę (zob. całościowe zaburzenie rozwoju, zespół wielu złożonych zaburzeń rozwojowych). Liczne niejasności utrudniają prowadzenie terapii, dokonywanie ocen dojrzałości szkolnej, organizację odpowiedniego wsparcia w okresie nauki i później. Christopher Gillberg i jego współpracownicy (Lorna Wing, I. Carina Gillberg – żona, Peder Rasmussen, L. Hellgren, A. Bågenholm i in.) zaproponowali początkowo wprowadzenie pojęcia spektrum autystyczne, a w następnych latach – zdefiniowanie zespołu nazwanego DAMP (ang. Deficits in Attention, Motor control and Perception) i innych. Zaproponowano metody badań przesiewowych i wykonano wieloletnie podłużne badania licznych grup szwedzkich dzieci w różnym wieku.
W czasie wywiadu, udzielonego po ponad 40 latach zajmowania się „chorymi” w swojej klinice, na pytanie, co jest przyczyną największych nieporozumień, C. Gillberg odpowiedział, że jednym z najczęstszych nieporozumień jest właśnie to, że zajmuje się „chorobami”. Dodał, że pełniejsza odpowiedź nie jest łatwa, ponieważ prawdopodobnie nie ma innej dziedziny z tak dużym „zamieszaniem językowym”, co może mieć uzasadnienie historyczne w mitach, związanych z psyche – duszą (zob. opętanie przez demony, „leczone” egzorcyzmami).

### MBD, DAMP, ESSENCE
W 1977 roku C. Gillberg ze współpracownikami rozpoczął badania podłużne dot. różnych drobnych deficytów neurorozwojowych (MBD) u dzieci z Göteborga, rozpoczynających naukę w szkołach. Porównywano grupy dzieci z kombinacjami różnych deficytów i bez podobnych problemów. Wyniki wykonywanych badań prezentowano m.in. w publikacjach:
- Neuropsychiatric aspects of perceptual, motor and attentional deficits in seven-year-old Swedish children (1981; dysertacja w Uniwersytecie w Uppsali)[17]
- Perceptual, motor and attentional deficits in six-year-old children. Epidemiological aspects(1982)[18]
- Perceptual, Motor and Attentional Deficits in Seven‐Year‐Old Children. Paediatric Aspects (1983)[19]
- MBD – problematik bland Göteborgsbarn: epidemiologi, etiologi och prognos (1984)[20]

Zgromadzone wyniki stały się podstawą propozycji wyodrębnienia DAMP – nowej grupy całościowych zaburzeń rozwoju (określono kryteria diagnozowania). Badania prowadzono również w innych grupach wiekowych (np. badania grupy 16-latków, wykonane w 1994 roku).
Popularność DAMP rosła w następnych latach, przede wszystkim w krajach skandynawskich, w Niemczech i w Chinach. W tych krajach DAMP diagnozowano u ok. 18% dzieci rozpoczynających naukę, których rozwój należałoby wspierać w różny sposób. Wyodrębnieniu grupy DAMP sprzeciwiali się inni naukowcy (koncepcja DAMP nie została zaakceptowana; zob. kontrowersje).
W 2014 roku C. Gillberg opublikował (w języku szwedzkim) propozycję kolejnego narzędzia przesiewowego, nazwanego  ESSENCE, umożliwiającego diagnozowanie złożonych zaburzeń neurorozwojowych u dzieci w okresie przedszkolnym (wczesne określenie rodzaju potrzebnego wsparcia). W 2018 roku opis wydano w formie książkowej. Pierwsze kliniczne badania walidacyjne zostały wykonane w Kōchi (Japonia) z użyciem kwestionariusza ESSENCE-Q, zawierającego 12 pytań (możliwość uzyskania 0–22 punktów). Oceniano dzieci z problemami rozwojowymi i bez nich (130 przypadków). W 2006 roku opublikowano wyniki dowodzące, że kwestionariusz ESSENCE-Q może być wiarygodnym i użytecznym narzędziem przesiewowym. Stwierdzono potrzebę przeprowadzenia badań kliniczno-kontrolnych oraz ogólnych badań populacyjnych dzieci w różnych grupach wiekowych.  Wyniki badań 143 dzieci 18-miesięcznych i 149 dzieci 36-miesięcznych opublikowano w Neuropsychiatric Disease and Treatment(2017). W czasie międzynarodowej konferencji, która odbyła się w dniach 10–11 kwietnia 2018 roku w Göteborgu (1500 uczestników z 20 krajów), Yuhei Hatakenaka wygłosił referat pt. Early detection of ESSENCE in Japanese 0-4-year-olds.
Nazwa konferencji, „ESSENCE 2018”, została potraktowana jako „pojęcie parasolowe”, obejmujące problemy wielu zaburzeń różnego rodzaju (referaty wygłaszało ponad 30 specjalistów w poszczególnych dziedzinach, liderów w skali świata).

### Zespół Aspergera i autyzm (epidemiologia, podstawy opieki zdrowotnej)
Ważnym obszarem pracy klinicznej i naukowej C. Gillberga są problemy zaburzeń definiowanych na podstawie uznanych dokumentów WHO (zob. ICD-10) lub APA (zob. DSM-IV, DSM-5). Zaangażowanie w rozwiązywanie problemów zespołu Aspergera ilustrują publikacje, m.in.:
- 1989 – Asperger syndrome some epidemiological considerations: a research note[30]
- 1989 – Asperger syndrome in 23 Swedish children[31]
- 1993 – The epidemiology of Asperger syndrome. A total population study[32]

W 1989 roku C. Gillberg zorganizował w Göteborgu międzynarodową konferencję nt. spektrum autystycznego (inicjatorką była Leni Björklund, SPRI). W konferencji nt. „Autism – Diagnosis and Treatment” wzięło udział wielu znanych w świecie naukowców i klinicystów, zasłużonych w dziedzinach epidemiologii, neurobiologii, psychologii poznawczej, psychiatrii, neurologii, edukacji, leczenia behawioralnego, psychoanalizy. Referaty wygłosili: Lorna Wing, Uta Frith, Ole Ivar Lovaas, Randi J. Hagerman, Patricia Howlin, Luke Y. Tsai, Deborah Fein, Lynn Waterhouse i inni. Christopher Gillberg uczestniczył w konferencji jako autor pięciu referatów:
- Early Symptoms in Autism
- The Etiology of Autism (z Suzanne Steffenburg[37])
- The First Evaluation: Treatment Begins Here
- Autism: Specific Problems of Adolescence (z Helen Schaumann[38])
- Habilitation for Children with Autism: A Swedish Example

Był też redaktorem książkowego wydania materiałów konferencyjnych i autorem wprowadzenia. Książka została w tymże roku wydana 15-krotnie. W kolejnych latach ukazały się publikacje: Autism is not necessarily a pervasive developmental disorder (1991) oraz propozycja kwestionariusza CHAT (oceny ryzyka autyzmu u dzieci 18–24-miesięcznych; współautorzy: Simon Baron-Cohen, J. Allen; zob. CHAT, M-CHAT).
W roku 2018 E. Billstedt, I.C. Gillberg i C. Gillberg opublikowali wyniki badań jakości życia osób, u których w dzieciństwie rozpoznano autyzm (grupa 108 osób). Większość osób z grupy badawczej po 13–22 latach od diagnozy była nadal zależna od rodziców/opiekunów; ogólną jakość ich życia oceniono pozytywnie, jednak stwierdzono potrzebę zintensyfikowania starań o stworzenie bardziej przyjaznego środowiska dla osób z ASD, np. w miejscach pracy i rekreacji (wskazano też konieczność dalszych badań i udoskonalenia ich metodyki).

### Etiologia zaburzeń neurorozwojowych
Badania etiologii zaburzeń neurorozwojowych obejmują określanie wpływu czynników genetycznych i pozagenetycznych (dieta matek, komplikacje porodowe i itp.). Na znaczenie czynników pozagenetycznych mogą wskazywać różnice w nasileniu objawów autyzmu między bliźniętami jednojajowymi (ciąża wielopłodowa monozygotyczna), obserwowane np. przez Patricka Boltona z Instytutu Psychiatrii King’s College London (badania bliźniąt z autyzmem są intensywnie kontynuowane, w King’s College i w wielu innych ośrodkach na świecie). Zainteresowanie C. Gillberga możliwymi niegenetycznymi przyczynami zaburzeń znalazło wyraz np. w publikacjach nt. znaczenia dla dziecka przebytej przez matkę amniopunkcji lub stosowanego znieczulenia ogólnego. W toku dyskusji, którą wywołał w 1998 roku artykuł A. Wakefielda i wsp. nt. związku między autyzmem a szczepionką MMR (measles-mumps-rubella), Christopher Gillberg krytował pojęcie „epidemii autyzmu”. Sugerował, że obserwowany wzrost liczby przypadków jest spowodowany przede wszystkim znacznym postępem diagnostyki. Równocześnie podkreślał konieczność intensywnych badań genetycznych (dziedziczenie i mutacje de novo). W 1980 roku badał m.in. znaczenie wieku rodzących (ciąża późna). W następnych latach uczestniczył m.in. w multidyscyplinarnych badaniach 31 szwedzkich pacjentów z zespołem CHARGE (asocjacje wad wrodzonych, m.in. wady wzroku, słuchu, zmysłu równowagi, mowy i in.). Stwierdzono m.in. że większość wad rozwojowych mogła powstać we wczesnym okresie ciąży (potencjalnie niekorzystne zdarzenia w czasie 4–6 tygodnia).
Jednym z wyników badań było stwierdzenie, że zaburzenia ASD występują 3–4-krotnie częściej u chłopców, niż u dziewcząt, co skłaniało do przypuszczeń, że zaburzenia te mogą być związane z mutacjami genów chromosomów płci. Christopher Gillberg proponował też inne prawdopodobne wyjaśnienie tych obserwacji – dziewczęta mogły być niediagnozowane, ponieważ w procedurach nie uwzględniono typowych różnic zachowań dziewcząt i chłopców („klasyczne” cechy autyzmu wiąże się z zachowaniami męskimi). W latach 80. XX w. opublikował m.in. prace:
- 1988 – Monozygotic female twins with autism and the fragile-X syndrome (AFRAX, pol. zespół łamliwego chromosomu X)[57]
- 1989 – Chromosome findings in twins with early-onset autistic disorder[58]

W następnych dziesięcioleciach nastąpił gwałtowny rozwój genomiki i badań genomu człowieka (zob. HGProject). Christopher Gillberg uczestniczy w badaniach dotyczących związku zaburzeń neurorozwojowych z mutacjami genów z locus na chromosomach X i 22. Badania są prowadzone przez duże międzynarodowe zespoły, m.in. w Instytucie Pasteura (grupa kierowana przez Thomasa Bourgerona):
- 2003 – Mutations of the X-linked genes encoding neuroligins NLGN3 and NLGN4 are associated with autism[43][62] (zob. neuroliginy (NLGN)(inne języki))
- 2007 – Mutations in the gene encoding the synaptic scaffolding protein SHANK3 are associated with autism spectrum disorders[59]
- 2014 – Meta-analysis of SHANK Mutations in Autism Spectrum Disorders: A Gradient of Severity in Cognitive Impairments[61][60]
- 2017 – Polygenic transmission disequilibrium confirms that common and rare variation act additively to create risk for autism spectrum disorders[63].

Christopher Gillberg poszukuje również możliwości farmakologicznej pomocy pacjentom z ASD i podobnymi zaburzeniami. Planuje wykorzystanie preparatu przywracającego równowagę glutaminian / GABA, istotną w układzie nagrody, która jest często zakłócona w zaburzeniach neurorozwojowych, co przewidywał Arvid Carlsson. We współpracy z A. Carlssonem podjął próbę weryfikacji hipotezy, że autyzm może być związany z nieprawidłowym przekaźnictwem międzypółkulowym.

## Publikacje
Christopher Gillberg jest autorem lub współautorem kilkudziesięciu książek i ponad 600 artykułów naukowych. Należy do autorów najczęściej cytowanych w innych pracach, publikowanych w prestiżowych czasopismach. Jest też współzałożycielem i redaktorem czasopisma European Child & Adolescent Psychiatry.
Artykuły naukowe
Spośród opublikowanych artykułów  w Encyclopedia of Autism Spectrum Disorders wyróżniono:
- C.Gillberg, Maternal age and infantile autism (1980)
- C. Gillberg, Are autism and anorexia nervosa related? (1983)
- C. Gillberg, Perceptual, motor and attentional deficits in Swedish primary school children. Some child psychiatric aspects (1983)
- I.C. Gillberg, C. Gillberg, Asperger syndrome — Some epidemiological considerations: A research note (1989)
- C. Gillberg, S. Steffenburg, H. Schaumann, Is autism more common now than ten years ago? (1991)
- C. Gillberg, M. Coleman, The biology of the Autisms, w: The autisms (1992)
- S. Jamain, H. Quach, C. Betancur i wsp., Mutations of the X-linked genes encoding neuroligins NLGN3 and NLGN4 are associated with autism (2003)
- B. Hofvander, R. Delorme, P. Chaste i wsp., Psychiatric and psychosocial problems in adults with normal-intelligence autism spectrum disorders (2009)
- C. Gillberg, The ESSENCE in child psychiatry: Early symptomatic syndromes eliciting neurodevelopmental clinical examinations (2010)
- C. Gillberg, E. Fernell, Autism plus versus autism pure (2014)
- S. Lundström, A. Reichenberg, H. Anckarsäter, P. Lichtenstein, C. Gillberg, Autism phenotype versus registered diagnosis in Swedish children: Prevalence trends over 10 years in general population samples (2015)

Książki
Spośród wydanych książek w bazie WorldCat wyróżniono, jako budzące największe zainteresowanie:
- The biology of the autistic syndromes (31 wydań w okresie 1985–2000)
- Developmental disability and behaviour (10 wydań w okresie 1999–2000)
- A clinician's handbook of child and adolescent psychiatry (10 wydań w okresie 2005–2011)
- Diagnosis and treatment of autism[36] (15 wydań w 1989 roku)
- The schizophrenias : a biological approach to the schizophrenia spectrum disorders (6 wydań w 1996 roku)
- The autisms (12 wydań w okresie 2011–2012)
- Diseases of the nervous system in childhood (15 wydań w okresie 1992–2009)
- ADHD and its many associated problems (9 wydań w okresie 2014 roku)
- Comorbidities in developmental disorders (10 wydań w okresie 2010–2011)
- Biologie des syndromes d'autisme (3 wydania w 1986 roku)
- Autisme : medisch en educatief (4 wydania w okresie 1995–2011)
- Barn- och ungdomspsykiatri (9 wydań w okresie 1990–2015)
- El autismo, bases biológicas (3 wydania w 1989 roku)
- Neuropsychiatric aspects of perceptual, motor and attentional deficits in seven-year-old Swedish children (3 wydania w 1981 roku)
- Barn, ungdomar och vuxna med Asperger syndrom : normala, geniala, nördar? (6 wydań w okresie 1997–2011)
- Asperger syndrome : an overview (2 wydania w 2006 roku)
- Autism och autismliknande tillstånd hos barn, ungdomar och vuxna (5 wydań w okresie 1992–1999)

## Wyróżnienia, uhonorowanie
W  Encyclopedia of Autism Spectrum Disorders wymieniono:
- 1991 – Fernström Prize for Medicine
- 1995 – Ingvar Award
- 1998 – The Ronald McDonald Major Award for Paediatrics
- 2001 – Ågrenska Major Medicine Prize
- 2004 – Philips Nordic Prize
- 2009 – The King’s Medal of the Royal Order of the Seraphim nadany przez Karola XVI Gustawa za wkład w psychiatrię dzieci i młodzieży
- 2010 – Dahlberg award za badania w dziedzinie genetyki i Life Watch Award for Autism Research
- 2012 – Söderberg Prize for Medicine („Little Nobel Prize”).
- 2016 – Lifetime Achievement od International Society for Autism Research (INSAR)[68] na International Meeting for Autism Research(inne języki) (IMFAR)

## Kontrowersje
Przeciwnicy koncepcji DAMP, głównie Eva Kärfve (socjologia) i Leif Elinder (podstawowa opieka zdrowotna, medycyna rodzinna) kwestionowali metodologię badań (dobór grupy niezgodny z zasadami metodologii epidemiologicznej). Zarzucali C. Gillergowi i wsp. odrzucanie zaproszeń do naukowej debaty. Ostrzegali, że wprowadzenie proponowanych kwestionariuszy DAMP mogłoby mieć negatywne skutki dla dzieci z niewielkimi zaburzeniami rozwoju. L. Elinder stosowanie DAMP nazywał „psychiatrycznym etykietowaniem” dzieci po prostu „krnąbrnych” (jest też przeciwnikiem udzielania ludziom stałego zwolnienia chorobowego z powodu „niejasnych chorób”).
E. Kärfve i dr Elinder wspólnie wydali książkę, w której propozycja DAMP została określona jako „zagrożenie dla zdrowia publicznego”.
Oboje domagali się ujawnienia oryginalnych materiałów, zgromadzonych w Göteborgu w czasie 15 lat badań podłużnych (wielkość i charakter danych uniemożliwiały ich anonimizację). Gillberg i jego współpracownicy uznali, że zasady etyki lekarskiej zobowiązują ich do przestrzegania całkowitej poufności wrażliwych danych badanych dzieci, co jednoznacznie gwarantowali rodzicom. Odmowa dostępu stała się podstawą oskarżenia o oszustwo badawcze (w tym fałszowanie danych). Dokumentacji badań nie przekazali mimo sądowego nakazu, wydanego zgodnie z obowiązującą zasadą publicznego dostępu do wyników, uzyskiwanych w czasie badań finansowanych ze środków publicznych (w 2004 roku zniszczyli te materiały, aby nie dopuścić do ich przejęcia). Postawę etyczną Gillberga poparła większość przedstawicieli środowiska akademickiego (ponad 300 naukowców, wśród nich Arvid Carlsson), jednak Gillberg został w 2005 roku sądownie uznany za winnego naruszenia prawa – otrzymał  karę warunkową i karę grzywny, orzeczonej w stawkach dziennych. Krajowe Stowarzyszenie Autyzmu zorganizowało zbiórkę pieniędzy na pomoc w spłacaniu tej grzywny.
W poczuciu niesprawiedliwości, która spotkała jego i współpracowników, C. Gillberg złożył skargę przeciwko szwedzkiemu państwu w Europejskim Trybunale Praw Człowieka. Trybunał nie uznał argumentacji Gillberga. Stwierdził, że on sam wybrał sposób dochowania tajemnicy lekarskiej, mając świadomość, że nie jest to postępowanie zgodner z obowiązującym prawem.
„Sprawa Gillberda” była przedmiotem gorącej polemiki. Stała się tematem wielu publikacji, m.in.:
- 2003 – Thomas Brante (socjolog z Uniwersytetu w Lund, sprzyjający E. Kärfve[69]), Gillbergs forskning måste tåla gransknin[74]
- 2007 – Jonathan Gornall (niezależny dziennikarz, British Medical Journal), Hyperactivity in children: the Gillberg affair[69]
- 2012 – Bo-Lennart Ekström (Uniwersytet w Göteborgu, Wydział Edukacji Kontroversen om DAMP. En kontroversstudie av vetenskapligt gränsarbete och översättning mellan olika kunskapsparadigm (praca doktorska, w której omówiono kontrowersje, pojawiające się pomiędzy ludźmi – przedstawicielami różnych dziedzin nauki, lecznictwa, edukacji, prawa i in.)[23].